# Cizay-la-Madeleine
Cizay-la-Madeleine est une commune française située dans le département de Maine-et-Loire, en région Pays de la Loire.

## Géographie

### Localisation
Commune angevine du Saumurois, Cizay-la-Madeleine se situe au nord de Brossay, sur la route D 163. Doué-la-Fontaine se trouve à 7 km à l'ouest de Cizay, et Saumur à 11 km au nord-est.
L'altitude de la commune varie de 39 à 109 mètres, et son territoire s'étend sur plus de 19 km2 (1 929 hectares).

### Climat
Pour des articles plus généraux, voir Climat des Pays de la Loire et Climat de Maine-et-Loire.
En 2010, le climat de la commune est de type climat océanique altéré, selon une étude du CNRS s'appuyant sur une série de données couvrant la période 1971-2000. En 2020, Météo-France publie une typologie des climats de la France métropolitaine dans laquelle la commune est exposée à un climat océanique et est dans la région climatique Moyenne vallée de la Loire, caractérisée par une bonne insolation (1 850 h/an) et un été peu pluvieux.
Pour la période 1971-2000, la température annuelle moyenne est de 11,6 °C, avec une amplitude thermique annuelle de 14,6 °C. Le cumul annuel moyen de précipitations est de 590 mm, avec 10,9 jours de précipitations en janvier et 5,8 jours en juillet. Pour la période 1991-2020, la température moyenne annuelle observée sur la station météorologique de Météo-France la plus proche, « Mont-Bellay-Inra », sur la commune de Montreuil-Bellay à 7 km à vol d'oiseau, est de 12,8 °C et le cumul annuel moyen de précipitations est de 616,3 mm,. Pour l'avenir, les paramètres climatiques de la commune estimés pour 2050 selon différents scénarios d'émission de gaz à effet de serre sont consultables sur un site dédié publié par Météo-France en novembre 2022.

## Urbanisme

### Typologie
Au 1er janvier 2024, Cizay-la-Madeleine est catégorisée commune rurale à habitat dispersé, selon la nouvelle grille communale de densité à sept niveaux définie par l'Insee en 2022.
Elle est située hors unité urbaine. Par ailleurs la commune fait partie de l'aire d'attraction de Saumur, dont elle est une commune de la couronne,. Cette aire, qui regroupe 31 communes, est catégorisée dans les aires de 50 000 à moins de 200 000 habitants,.

### Occupation des sols
L'occupation des sols de la commune, telle qu'elle ressort de la base de données européenne d’occupation biophysique des sols Corine Land Cover (CLC), est marquée par l'importance des territoires agricoles (64,5 % en 2018), en diminution par rapport à 1990 (66,3 %). La répartition détaillée en 2018 est la suivante : 
terres arables (40,1 %), forêts (33,2 %), zones agricoles hétérogènes (18,6 %), cultures permanentes (4,5 %), zones urbanisées (2,2 %), prairies (1,4 %), milieux à végétation arbustive et/ou herbacée (0,1 %). L'évolution de l’occupation des sols de la commune et de ses infrastructures peut être observée sur les différentes représentations cartographiques du territoire : la carte de Cassini (XVIIIe siècle), la carte d'état-major (1820-1866) et les cartes ou photos aériennes de l'IGN pour la période actuelle (1950 à aujourd'hui).

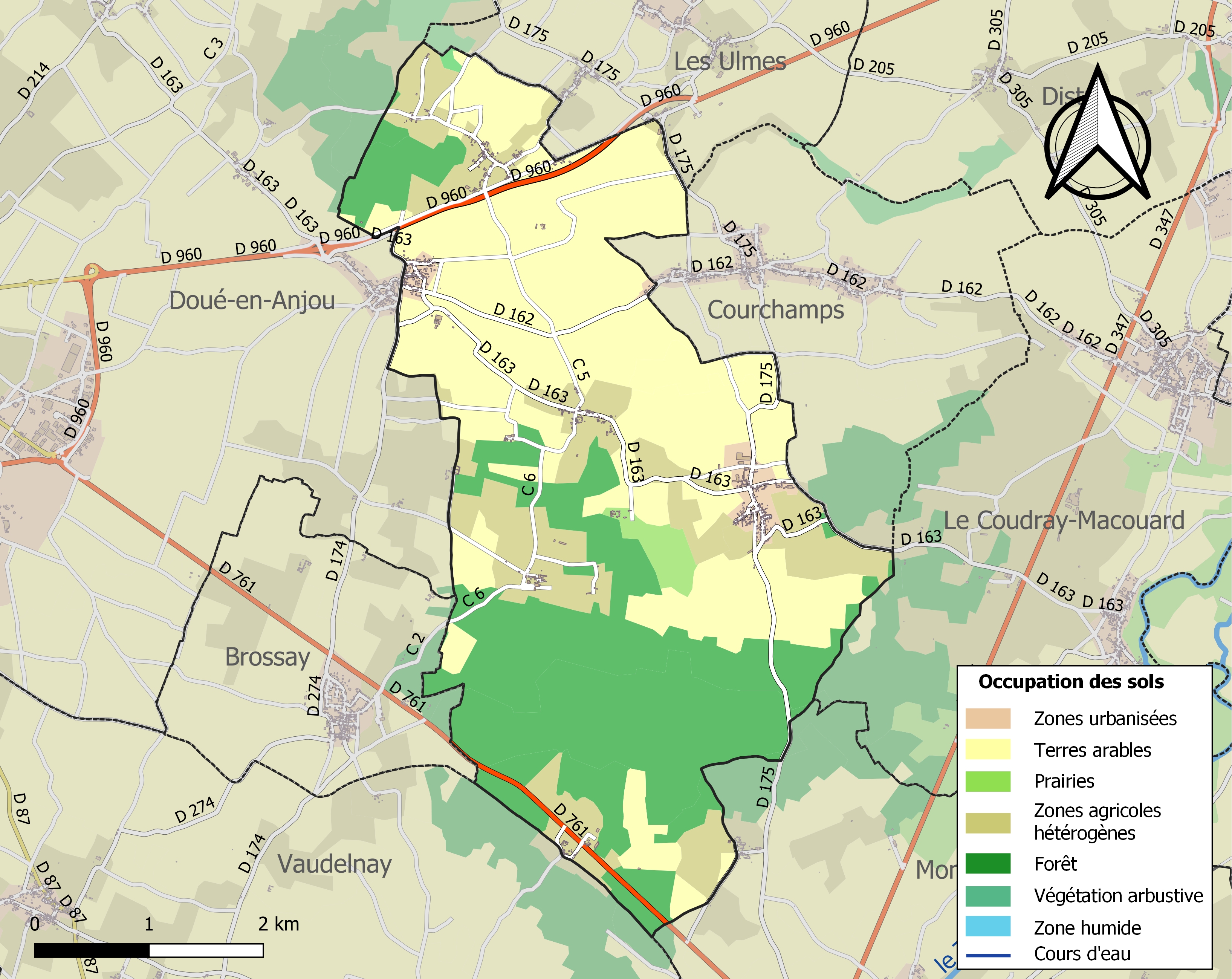
Carte des infrastructures et de l'occupation des sols de la commune en 2018 (CLC).

## Toponymie
À l'Antiquité, la localité prend le nom de Sitiacum ou Villa Sitii. Ainsi, le village se serait développé à partir du domaine d'un propriétaire terrien de l'époque gallo-romaine, un certain Sitius. La toponymie évolue au Moyen-Âge pour consacrer le village sous le nom de Siciacus (VIIe siècle), puis Siziacus (XIe siècle). Son développement autour d'une chapelle consacrée à Marie-Madeleine, dont le culte se répand dans la région au XIIe siècle, explique l'apparition de « Madeleine » dans le toponyme du village.
Les habitants de Cizay-la-Madeleine se nomment les Cizéens et Cizéennes.

## Histoire

### Époque moderne
La vie de la paroisse de Cizay et de ses habitants durant l'époque moderne peut-être connue grâce aux registres paroissiaux établis dès 1596 par le desservant. Ceux-ci ne comprennent pas les mentions des habitants non catholiques (protestants et juifs).
L'abbaye d'Asnières est dévastée durant les guerres de Religion : ne subsistent que le mur nord de la nef romane et du chœur gothique. Rachetée au début du XIXe siècle par la Société artistique des Monuments de la vallée de la Loire, elle évite ainsi la démolition.
La paroisse de la Madeleine est rattachée à celle de Cizay en 1770.

### Époque contemporaine
À la suite de la Révolution française, la paroisse de Cizay devient, par le décret de l'Assemblée constituante du 14 décembre 1789, une municipalité qui prend le nom de commune en 1793. Depuis cette date, le conseil municipal retranscrit les délibérations dans des registres.
L'administration de la commune nécessitant un édifice public reconnaissable, le conseil municipal décide d'acquérir l'ancien presbytère dès 1823. Cependant, les négociations entre le curé et les conseils municipaux successifs retardent son acquisition, qui deviendra effectif en 1848. Des travaux d'entretien sont alors menés pour transformer la vocation religieuse de l'édifice vers une finalité administrative. Composé d'un logis central et de deux ailes, le pavillon central devint une école de garçons.
Pendant la Première Guerre mondiale, 14 habitants perdent la vie. L'après-guerre est marqué par les demandes de titres d'alimentation par les Cizéens et par la cession d'obus comme trophée de guerre pour récompenser les efforts de la commune. Le monument aux morts est construit en 1923.
L'épisode de la Seconde Guerre mondiale fait deux victimes parmi les habitants. Pour autant, la commune est mise à contribution par les troupes d'occupation allemandes : les habitants sont soumis au ravitaillement mis en place par le régime de Vichy. À ce titre, ils doivent fournir chevaux, bétail, bois, céréales, métaux et nourriture.
Entre 1992 et 2013, l'abbaye d'Asnières, propriété du département mise à disposition de la commune, est ouverte aux visites. Le monument était le lieu de manifestations culturelles régulières : représentations théâtrales, spectacles de danse et concerts de musique. La vente de l'édifice et son passage du domaine public au privé met fin à ces manifestations.

## Politique et administration

### Administration municipale
| Période                                  | Période                   | Identité             | Étiquette | Qualité         |
| ---------------------------------------- | ------------------------- | -------------------- | --------- | --------------- |
| an V                                     |                           | Guibert              |           | agent municipal |
| 1803                                     |                           | Ollivier             |           | maire           |
| 1820                                     |                           | Boussiron-Chevalier  |           |                 |
| 1847                                     |                           | Ollivier fils        |           |                 |
| 1850                                     |                           | Guibert              |           |                 |
| 1852                                     |                           | Guérin               |           |                 |
| 1871                                     |                           | Augustin Guionis     |           |                 |
| 1888                                     |                           | René Ballu           |           |                 |
| 1908                                     |                           | Jean Maslon          |           |                 |
| 1912                                     |                           | Louis Besnard-Giraud |           |                 |
| 1929                                     |                           | Léon Girault         |           |                 |
| 1945                                     |                           | Jean Thoreau         |           |                 |
| 1953                                     |                           | Auguste Thibeaud     |           |                 |
| avant 1988                               |                           | Jean-Paul Potier     |           |                 |
| 1992                                     | mars 2014                 | Louis Beaumont       |           | agriculteur     |
| mars 2014                                | mars 2015                 | Jean-Claude Laroche  |           |                 |
| 27 mars 2015                             | mai 2020                  | Laurence Delaunay,   |           |                 |
| mai 2020                                 | En cours (au 3 juin 2020) | Isabelle Grandhomme  |           |                 |
| Les données manquantes sont à compléter. |                           |                      |           |                 |

### Intercommunalité
La commune est membre de la communauté d'agglomération Saumur Val de Loire.

## Population et société

### Démographie

#### Évolution démographique
L'évolution du nombre d'habitants est connue à travers les recensements de la population effectués dans la commune depuis 1793. Pour les communes de moins de 10 000 habitants, une enquête de recensement portant sur toute la population est réalisée tous les cinq ans, les populations de référence des années intermédiaires étant quant à elles estimées par interpolation ou extrapolation. Pour la commune, le premier recensement exhaustif entrant dans le cadre du nouveau dispositif a été réalisé en 2005.

En 2022, la commune comptait 473 habitants, en évolution de +0,42 % par rapport à 2016 (Maine-et-Loire : +2,12 %, France hors Mayotte : +2,11 %).
| 1793 | 1800 | 1806 | 1821 | 1831 | 1836 | 1841 | 1846 | 1851 |
| ---- | ---- | ---- | ---- | ---- | ---- | ---- | ---- | ---- |
| 840  | 479  | 589  | 620  | 580  | 554  | 553  | 596  | 557  |

| 1856 | 1861 | 1866 | 1872 | 1876 | 1881 | 1886 | 1891 | 1896 |
| ---- | ---- | ---- | ---- | ---- | ---- | ---- | ---- | ---- |
| 505  | 533  | 574  | 559  | 547  | 543  | 536  | 508  | 508  |

| 1901 | 1906 | 1911 | 1921 | 1926 | 1931 | 1936 | 1946 | 1954 |
| ---- | ---- | ---- | ---- | ---- | ---- | ---- | ---- | ---- |
| 500  | 509  | 516  | 450  | 472  | 437  | 439  | 421  | 440  |

| 1962 | 1968 | 1975 | 1982 | 1990 | 1999 | 2005 | 2006 | 2010 |
| ---- | ---- | ---- | ---- | ---- | ---- | ---- | ---- | ---- |
| 467  | 445  | 406  | 400  | 400  | 412  | 424  | 431  | 498  |

| 2015 | 2020 | 2022 | - | - | - | - | - | - |
| ---- | ---- | ---- | - | - | - | - | - | - |
| 476  | 470  | 473  | - | - | - | - | - | - |

#### Pyramide des âges
La population de la commune est relativement jeune.
En 2018, le taux de personnes d'un âge inférieur à 30 ans s'élève à 33,9 %, soit en dessous de la moyenne départementale (37,2 %). À l'inverse, le taux de personnes d'âge supérieur à 60 ans est de 26,6 % la même année, alors qu'il est de 25,6 % au niveau départemental.
En 2018, la commune compte 225 hommes pour 244 femmes, soit un taux de 52,03 % de femmes, légèrement supérieur au taux départemental (51,37 %).
Les pyramides des âges de la commune et du département s'établissent comme suit.
| Hommes | Classe d’âge | Femmes |
| ------ | ------------ | ------ |
| 0,0    | 90 ou +      | 2,4    |
| 4,0    | 75-89 ans    | 4,9    |
| 22,7   | 60-74 ans    | 19,2   |
| 21,3   | 45-59 ans    | 21,2   |
| 17,8   | 30-44 ans    | 18,8   |
| 12,4   | 15-29 ans    | 16,3   |
| 21,8   | 0-14 ans     | 17,1   |

| Hommes | Classe d’âge | Femmes |
| ------ | ------------ | ------ |
| 0,9    | 90 ou +      | 2,1    |
| 7      | 75-89 ans    | 9,5    |
| 16,2   | 60-74 ans    | 16,9   |
| 19,4   | 45-59 ans    | 18,7   |
| 18,2   | 30-44 ans    | 17,5   |
| 18,8   | 15-29 ans    | 17,6   |
| 19,5   | 0-14 ans     | 17,6   |

### Vie locale
- Société de l'Union de Fosse-Bellay.

## Économie
Sur 45 établissements présents sur la commune à fin 2010, 44 % relèvent du secteur de l'agriculture (pour une moyenne de 17 % sur le département), 7 % du secteur de l'industrie, 9 % du secteur de la construction, 33 % de celui du commerce et des services et 7 % du secteur de l'administration et de la santé. Cinq ans plus tard, en 2015, sur les 49 établissements présents, 37 % relèvent du secteur de l'agriculture (pour une moyenne de 11 % sur le département), 6 % du secteur de l'industrie, 8 % de celui de la construction, 43 % du secteur du commerce et des services et 6 % de celui de l'administration et de la santé.

## Culture locale et patrimoine

### Lieux et monuments
- Abbaye d'Asnières, édifice du début du XIIIe siècle classé Monument historique[36] ;
- Château d'Épinats, château fort inscrit Monument historique[37] ;
- Église Saint-Denis, édifice religieux des XIIIe, XVIe et XVIIIe siècles, inscrit Monument historique[38] ;
- Prieuré de Breuil-Bellay, ancien prieuré du XIIe siècle de l'ordre de Grandmont classé Monument historique[39] ;
- Prieuré de la Madeleine, ancien prieuré des XIIe et XIVe siècles inscrit Monument historique[40].

### Personnalités liées à la commune
- Jean de La Brète, pseudonyme d’Alice Cherbonnel, est une écrivaine française née à Saumur en 1858 et morte à Breuil-Bellay (Cizay-la-Madeleine) en 1945[41].